# Ферінігінг
Фері́нігінг (Верінігінг) (англ. і афр. Vereeniging афр. вимова: [fəˈriənəχəŋ]) — місто в Південно-Африканській Республіці на річці Вааль. Населення 482 077 чоловік (2010). Засноване в 1892 році.

## Клімат
Місто знаходиться у зоні, котра характеризується вологим субтропічним кліматом. Найтепліший місяць — січень із середньою температурою 20.6 °C (69 °F). Найхолодніший місяць — червень, із середньою температурою 8.9 °С (48 °F).
| Клімат Ферінігінга      | Клімат Ферінігінга | Клімат Ферінігінга | Клімат Ферінігінга | Клімат Ферінігінга | Клімат Ферінігінга | Клімат Ферінігінга | Клімат Ферінігінга | Клімат Ферінігінга | Клімат Ферінігінга | Клімат Ферінігінга | Клімат Ферінігінга | Клімат Ферінігінга | Клімат Ферінігінга |
| Показник                | Січ.               | Лют.               | Бер.               | Квіт.              | Трав.              | Черв.              | Лип.               | Серп.              | Вер.               | Жовт.              | Лист.              | Груд.              | Рік                |
| Середній максимум, °C   | 27                 | 27                 | 26                 | 23                 | 20                 | 17                 | 18                 | 21                 | 24                 | 26                 | 26                 | 27                 | 23                 |
| Середня температура, °C | 21                 | 21                 | 19                 | 16                 | 12                 | 9                  | 9                  | 12                 | 16                 | 18                 | 20                 | 21                 | 16                 |
| Середній мінімум, °C    | 15                 | 15                 | 13                 | 9                  | 4                  | 0                  | 0                  | 3                  | 8                  | 11                 | 13                 | 14                 | 8                  |
| Норма опадів, мм        | 150                | 122                | 105                | 53                 | 22                 | 7                  | 9                  | 10                 | 27                 | 69                 | 125                | 137                | 834                |
| ----------------------- | ------------------ | ------------------ | ------------------ | ------------------ | ------------------ | ------------------ | ------------------ | ------------------ | ------------------ | ------------------ | ------------------ | ------------------ | ------------------ |
| Джерело: Weatherbase    |                    |                    |                    |                    |                    |                    |                    |                    |                    |                    |                    |                    |                    |

## Економіка
Важливий центр видобутку кам'яного вугілля. Трубопрокатні заводи, машинобудування (виробництво гірничого обладнання, котлів, кабелю), хімічна промисловість.

## Історія
Місто було засноване в 1892 році і розташоване на березі річки Вааль. Його зростання відбувалося навколо вугільних шахт.
В цьому місті 31 травня 1902 року між британцями і бурами було підписано мирний договір, що завершив Другу англо-бурську війну. В роки війни в ньому був великий концентраційний табір, в якому британці тримали мирне бурське населення, в тому числі жінок і дітей.